# Giro de Lombardía 2001
El Giro de Lombardía 2001, la 95.ª edición de esta clásica ciclista, se disputó el 21 de octubre de 2002, con un recorrido de 256 km entre Varese y Bérgamo. Danilo Di Luca consiguió ganar por segundo año consecutivo esta carrera. El italiano Giuliano Figueras y el neerlandés Michael Boogerd acabaron segundo y tercero respectivamente.

## Clasificación final
| Posición | Ciclista            | Equipo            | Tiempo     |
| -------- | ------------------- | ----------------- | ---------- |
| 1        | Danilo Di Luca      | Cantina Tollo     | 6h 38' 29" |
| 2        | Giuliano Figueras   | Ceramiche Panaria | m. t.      |
| 3        | Michael Boogerd     | Rabobank          | + 01"      |
| 4        | Richard Virenque    | Domo-Farm Frites  | + 04"      |
| 5        | Michele Bartoli     | Mapei             | + 1' 25"   |
| 6        | Beat Zberg          | Rabobank          | m. t.      |
| 7        | Maximilian Sciandri | Lampre-Daikin     | + 1' 26"   |
| 8        | Wladimir Belli      | Fassa Bortolo     | + 1' 27"   |
| 9        | Niklas Axelsson     | Alessio           | + 1' 31"   |
| 10       | Francisco Mancebo   | iBanesto.com      | + 2' 25"   |